# Metacnemis angusta
Metacnemis angusta é uma espécie de libelinha da família Platycnemididae, sendo endémica da África do Sul.
Os seus habitats naturais são: rios e está ameaçada por perda de habitat.